# Municipio de Sherman (Illinois)
El municipio de Sherman (en inglés: Sherman Township) es un municipio ubicado en el condado de Mason en el estado estadounidense de Illinois. En el año 2010 tenía una población de 526 habitantes y una densidad poblacional de 5,64 personas por km².

## Geografía
El municipio de Sherman se encuentra ubicado en las coordenadas 40°15′38″N 89°53′8″O / 40.26056, -89.88556. Según la Oficina del Censo de los Estados Unidos, el municipio tiene una superficie total de 93.28 km², de la cual 93,28 km² corresponden a tierra firme y (0 %) 0 km² es agua.

## Demografía
Según el censo de 2010, había 526 personas residiendo en el municipio de Sherman. La densidad de población era de 5,64 hab./km². De los 526 habitantes, el municipio de Sherman estaba compuesto por el 98,29 % blancos, el 1,14 % eran afroamericanos, el 0,38 % eran amerindios y el 0,19 % eran de una mezcla de razas. Del total de la población el 0,95 % eran hispanos o latinos de cualquier raza.